# Юсеинов, Исмаил
Исмаил Василев Юсеинов (болг. Исмаил Василев Юсеинов, р.10 февраля 1948) — болгарский борец вольного стиля, чемпион Европы, призёр чемпионатов мира.

## Биография
Родился в 1948 году в селе Стремци общины Кырджали Кырджалийской обрасти. В 1970 году стал чемпионом Европы и серебряным призёром чемпионата мира. В 1971 году завоевал бронзовую медаль чемпионата мира. В 1972 году стал чемпионом Европы, но на Олимпийских играх в Мюнхене занял лишь 10-е место. В 1975 году стал бронзовым призёром чемпионата мира. В 1976 году завоевал серебряную медаль чемпионата Европы.